# AC Cambrai
Athletic Club Cambrésien là một đội bóng đá Pháp được thành lập vào năm 1919. Đội có trụ sở tại Cambrai, Pháp. Đội chơi ở Stade de la Liberté ở Cambrai.

## Danh hiệu
- Á quân Giải vô địch Pháp nghiệp dư: 1966
- Nhà vô địch của Division d'Honneur Nord: 1964, 1984

## liên kết ngoài
- (tiếng Pháp) Trang web chinh thưc